# Графство Нойенар
Графството Нойенар на немски: Grafschaft Neuenahr) е графство на Свещената Римска империя от 1221 г. около замъка в Нойенар в долината Артал, в северен Рейнланд-Пфалц, Германия.
Замъкът Нойенар е построен ок. 1225 г. от графовете на Нойенар, клон на фамилията Аре-Хохщаден-Нюрбург.
През 1425 – 1546 г. графството е управлявано от графовете на Нойенар-Зафенбург-Вирнебург. През 1546 – 1609 г. херцогът на Юлих е граф на Нойенар. През 1614 г. с договора от Ксантен графството Нойенар попада с Юлих-Берг на Херцогство Пфалц-Нойбург. През 1685 г. графството Нойенар е до 1797 г. към Курпфалц.

## Регенти
- 1213 – 1231 Ото фон Аре
- 1231 – 1266 Герхард, син
- 1266 – 1276 Дитрих, син
- 1276 – 1307 Вилхелм I, син
- 1307 – 1327 Вилхелм II, син
- 1327 – 1358 Вилхелм III, син
- 1358 – 1393 Йохан I (Йохан III фон Зафенберг-Нойенар), зет, съпруг на Катарина фон Нойенар
- 1393 – 1414 Йохан II (IV), син
- 1397 – 1426 Вилхелм фон Зафенберг-Нойенар, брат
- 1426 – 1443 Филип I фон Вирнебург, зет
- 1443 – 1459 Рупрехт VI, син
- 1459 – 1517 Филип II, син
- 1517 – 1534 Филип III, син
- 1534 – 1546 Куно, брат